# Dario Tamburrano

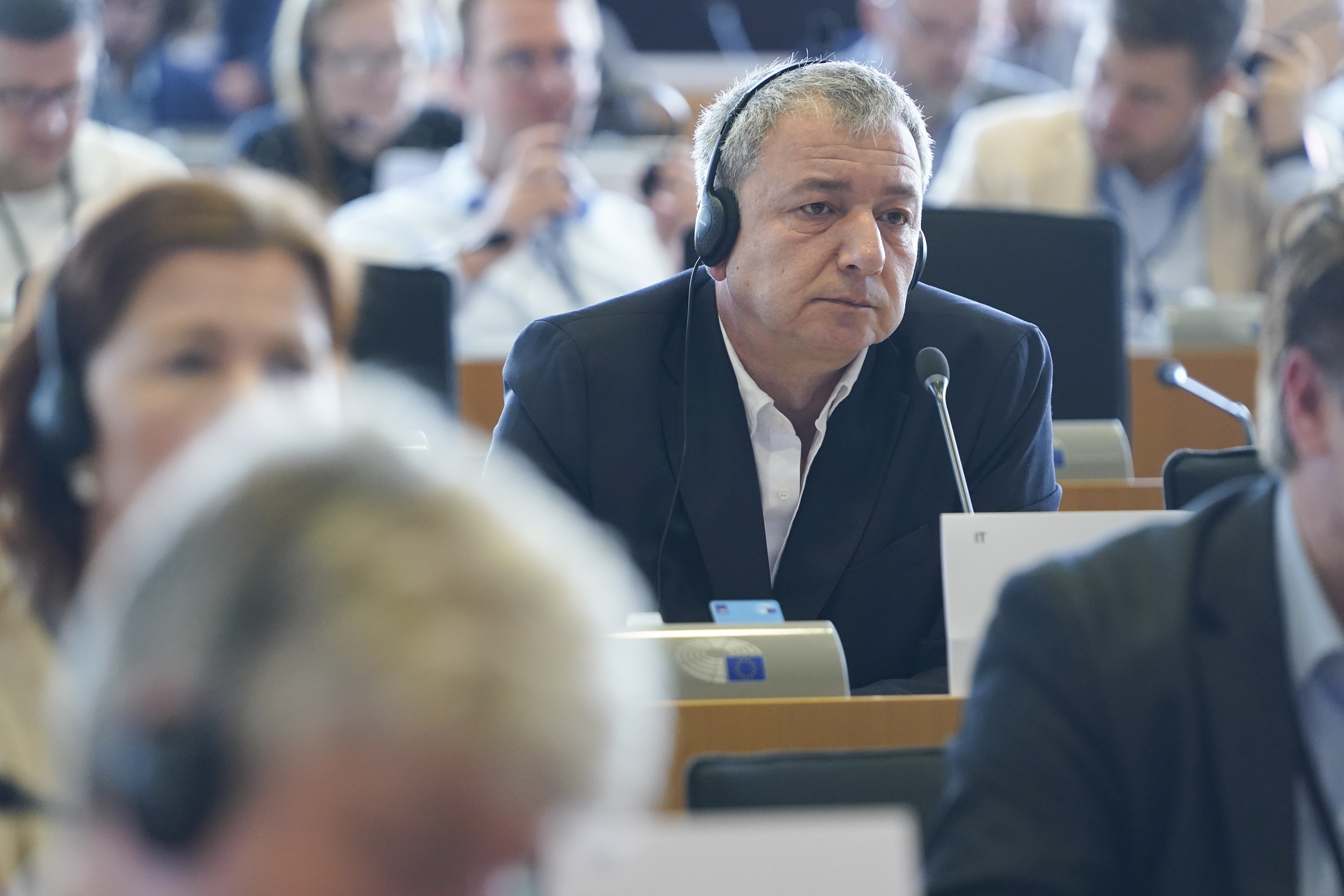
Dario Tamburrano (2024)

Dario Tamburrano (* 27. August 1969 in Rom) ist ein italienischer Politiker des MoVimento 5 Stelle.

## Leben
Tamburrano ist seit 2014 Abgeordneter im Europäischen Parlament. Dort ist er Mitglied im Ausschuss für Industrie, Forschung und Energie und in der Delegation im Ausschuss für parlamentarische Kooperation EU-Russland.